# Ryōsuke Matsuoka
Ryōsuke Matsuoka (japanisch 松岡 亮輔 Matsuoka Ryōsuke; * 23. Oktober 1984 in der Präfektur Hyōgo) ist ein ehemaliger japanischer Fußballspieler.

## Karriere
Matsuoka erlernte das Fußballspielen in der Jugendmannschaft von Cerezo Osaka und der Universitätsmannschaft der Hannan-Universität. Seinen ersten Vertrag unterschrieb er 2007 bei Vissel Kobe. Der Verein aus Kōbe spielte in der höchsten japanischen Liga, der J1 League. Für den Verein absolvierte er 102 Erstligaspiele. 2012 wechselte er zum Ligakonkurrenten Júbilo Iwata. Für den Verein absolvierte er sechs Erstligaspiele. 2014 wechselte er zum Zweitligisten Montedio Yamagata. 2014 erreichte er das Finale des Kaiserpokal. Am Ende der Saison 2014 stieg der Verein in die erste Liga auf. Nach nur einer Saison musste er Ende 2015 wieder den Weg in die zweite Liga antreten. Für den Verein absolvierte er 92 Ligaspiele. 2019 wechselte er zum Drittligisten Fujieda MYFC. Für den Verein aus Fujieda stand er 58-mal in der dritten Liga auf dem Spielfeld.
Am 1. Februar 2021 beendete Ryōsuke Matsuoka seine Karriere als Fußballspieler.

## Erfolge
Montedio Yamagata
- Kaiserpokal

Finalist: 2014